# Leliesluis
De Leliesluis (brug nr. 61) is een vaste brug in Amsterdam-Centrum.
Ze overspant de Prinsengracht en verbindt de noordoever (even zijde) van de Leliegracht met de overzijde van de Prinsengracht in de westelijke grachtengordel. Daar waar de Prinsensluis niet aansluit op een weg verder naar het westen, sluit de Leliestraat hier juist min of meer aan op de brug. Van deze brug heeft men een goed zicht op de drie rijksmonument het Anne Frank Huis, de Westerkerk en Gunters & Meusersgebouw.
Er ligt hier al eeuwen een brug. Balthasar Florisz. van Berckenrode tekende hier al een brug in op zijn kaart uit 1625. De verbinding komt dan tot stand tussen de Lely Graft, over de Prince Graft naar de Nieuwe Lely Straet. Er zou toen (circa 1645) een houten brug hebben gelegen die vernieuwd werd naar stenen brug. De bouw bleek niet goed te zijn geweest, de brug stortte in 1656 in, waarbij tien mensen verdronken. Jan Spaan heeft een tekening van de brug gemaakt, die gedateerd wordt op tussen 1765 en 1770. Daarop is een welfbrug met drie doorvaarten te zien. Herman Schouten kwam niet veel later met een brug met vier bogen. De brug draagt aan de zuidzijde twee datumstenen met “Anno 1785”. In 1864 is hier nog steeds een boogbrug te zien op een foto van Paul Gaston Braun. In 1883 namen Burgemeester en wethouders het besluit om deze brug en de buurbrug brug 62 te verlagen, het landverkeer nam toe, de scheepvaart nam juist af. Schippers ageerden tegen het besluit, maar deden dat veel te laat, B&W had de voorraad ijzer voor de vernieuwing al ontvangen, het is dan mei 1885. B&W kregen meer verzoeken om de verlaging achterwege te laten maar liet het landverkeer prevaleren. Er werden op een dag 450 karren of handwagens, 250 rijtuigen en 22.600 personen geteld die tegen de brug op moesten. Er ontstond een discussie, maar bij de stemming waren er 26 stemmen voor de verlaging en 9 tegen. In februari 1886 was de klus geklaard. In 1929 werd melding gemaakt van een schipper, die bekneld geraakt was tussen de kolenkist op zijn schip en het brugdek; hij werd opgenomen in het Binnengasthuis. In 1930 meldde de Sumatra Post (!) met foto een soortgelijk ongeluk zonder persoonlijk letsel. In 1941 was de brug is een dermate slechte staat, dat zij gerenoveerd moest worden. De renovatie werd vanwege de Tweede Wereldoorlog eenvoudig gehouden. Later werd zij nog voorzien van een nieuw wegdek.
De brug is vernoemd naar de Leliegracht, die weer vernoemd is naar de Oude Leliestraat, die op haar beurt is vernoemd naar het huis "In de Witte Lelye" aan de Singel. Het achtervoegsel sluis voert terug op de Amsterdamse aanduiding voor een stenen brug. Anders dan elders is in de stad ligt hier op steenworp afstand wel een voormalige sluis, eveneens de Leliesluis (Lely Sluys) genoemd. De contouren van die sluis zijn nog zichtbaar in de Leliegracht.  
Lekkeresluis ·
Prinsensluis ·
Leliesluis ·
Nieuwe-Wercksbrug ·
Reesluis ·
Berensluis ·
Brug 66 ·
Angenietje Swartbrug ·
Aalmoezeniersbrug ·
Brug 69 ·
Walenweeshuissluis ·
De Duifbrug ·
Brug 75 ·
Frans Hendricksz. Oetgensbrug
1 · 2 · 3 · 4 · 5 · 6 · 7 · 8 · 9 · 10 · 11 · 12 · 13 · 14 · 15 · 16 · 17 · 18 · 19 · 20 · 21 · 22 · 23 · 24 · 25 · 26 · 27 · 28 · 29 · 30 · 31 · 32 · 34 · 35 · 36 · 37 · 38 · 39 · 40 · 41 · 42 · 43 · 44 · 45 · 46 · 47 · 48 · 49 · 50 · 51 · 52 · 53 · 54 · 55 · 56 · 57 · 58 · 59 · 60 · 61 · 62 · 63 · 64 · 65 · 66 · 67 · 68 · 69 · 70 · 71 · 72 · 73 · 74 · 75 · 76 · 77 · 78 · 79 · 80 · 81 · 82 · 84 · 85 · 86 · 87 · 88 · 89 · 90 · 91 · 92 · 93 · 94 · 95 · 96 · 97 · 98 · 99 · >>>
Brugnummers 33 en 83 zijn niet (meer) vergeven